# Crasville-la-Mallet
Crasville-la-Mallet är en kommun i departementet Seine-Maritime i regionen Normandie i norra Frankrike. Kommunen ligger i kantonen Cany-Barville som tillhör arrondissementet Dieppe. År 2022 hade Crasville-la-Mallet 189 invånare.

## Befolkningsutveckling
Antalet invånare i kommunen Crasville-la-Mallet
| Referens: INSEE |